# Jaskinia pod Okapem (Bukowiec)
Jaskinia pod Okapem – jaskinia w rezerwacie przyrody Diable Skały. Rezerwat znajduje się w szczytowych partiach wzniesienia Bukowiec (530 m), we wsi Bukowiec, w województwie małopolskim, w powiecie nowosądeckim, w gminie Korzenna. Pod względem geograficznym jest to obszar Pogórza Rożnowskiego, będący częścią Pogórza Środkowobeskidzkiego.
Jaskinia znajduje się w skale Głaz. Jest to najdalej na zachód wysunięta wśród nazwanych skał rezerwatu i znajduje się przy ścieżce edukacyjnej prowadzącej przez ten rezerwat. Jej otwór jest dobrze widoczny z tej ścieżki. Znajduje się pod dużym, łukowatym okapem na północno-zachodniej stronie ściany. Otwór ma wysokość 5,5 m i średnią szerokość 2 m i przegrodzony jest ukośnym progiem. Pod okapem znajduje się salka z równym spągiem. Jest w niej studzienka o metrowej głębokości, od dna której ciągnie się korytarzyk o długości 6 m, wysokości 1,5 m i szerokości 0,5 m. Od studzienki w południowo-wschodnim kierunku, skośnie ku górze  biegnie jeszcze drugi korytarzyk. Jest ciasny i po 4 m zaklinowuje się. 
Jaskinia utworzyła się w piaskowcu ciężkowickim serii śląskiej. Jej dno to lita skała z gruzem skalnym. Jest widna, z wyjątkiem dolnego korytarza studzienki.
Zinwentaryzowana została 18 października 1980 przez grotołazów ze Speleoklubu Bielsko-Biała. 20 października 1993 r. groołazi ze Speleoklub Dębickiego zinwentaryzowali nowe partie (dolny korytarz). Plan jaskini sporządził T. Mleczek.

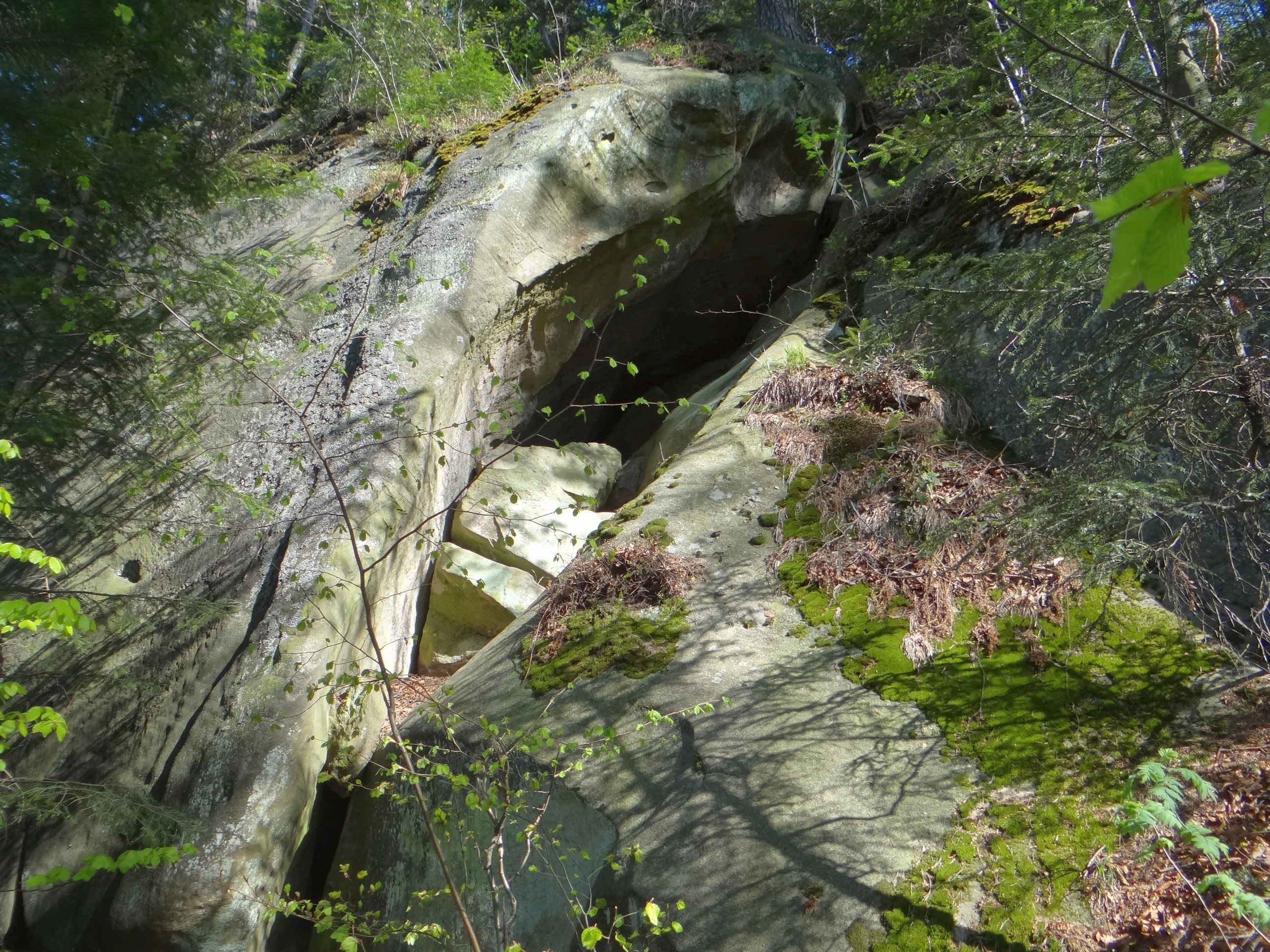
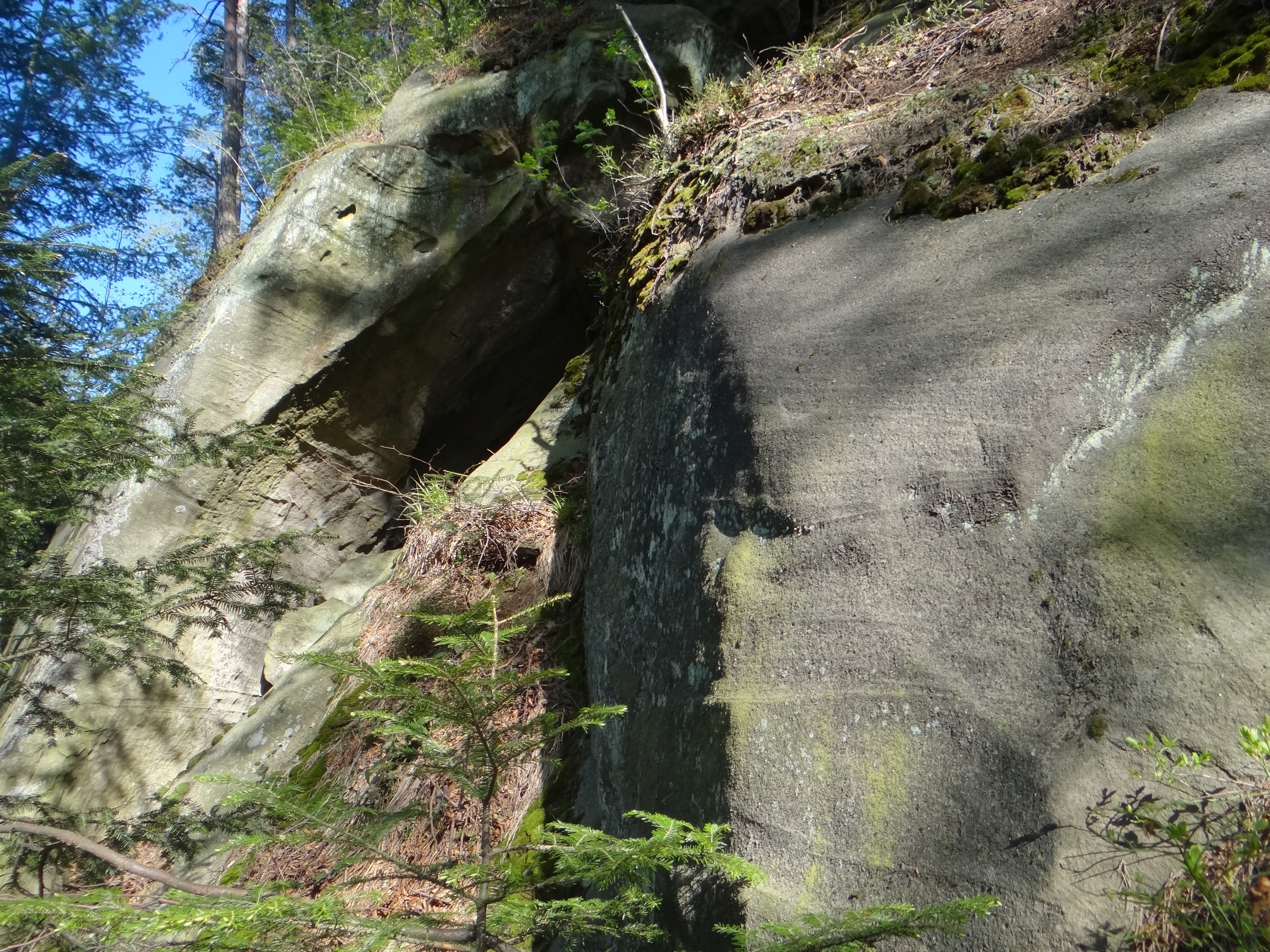
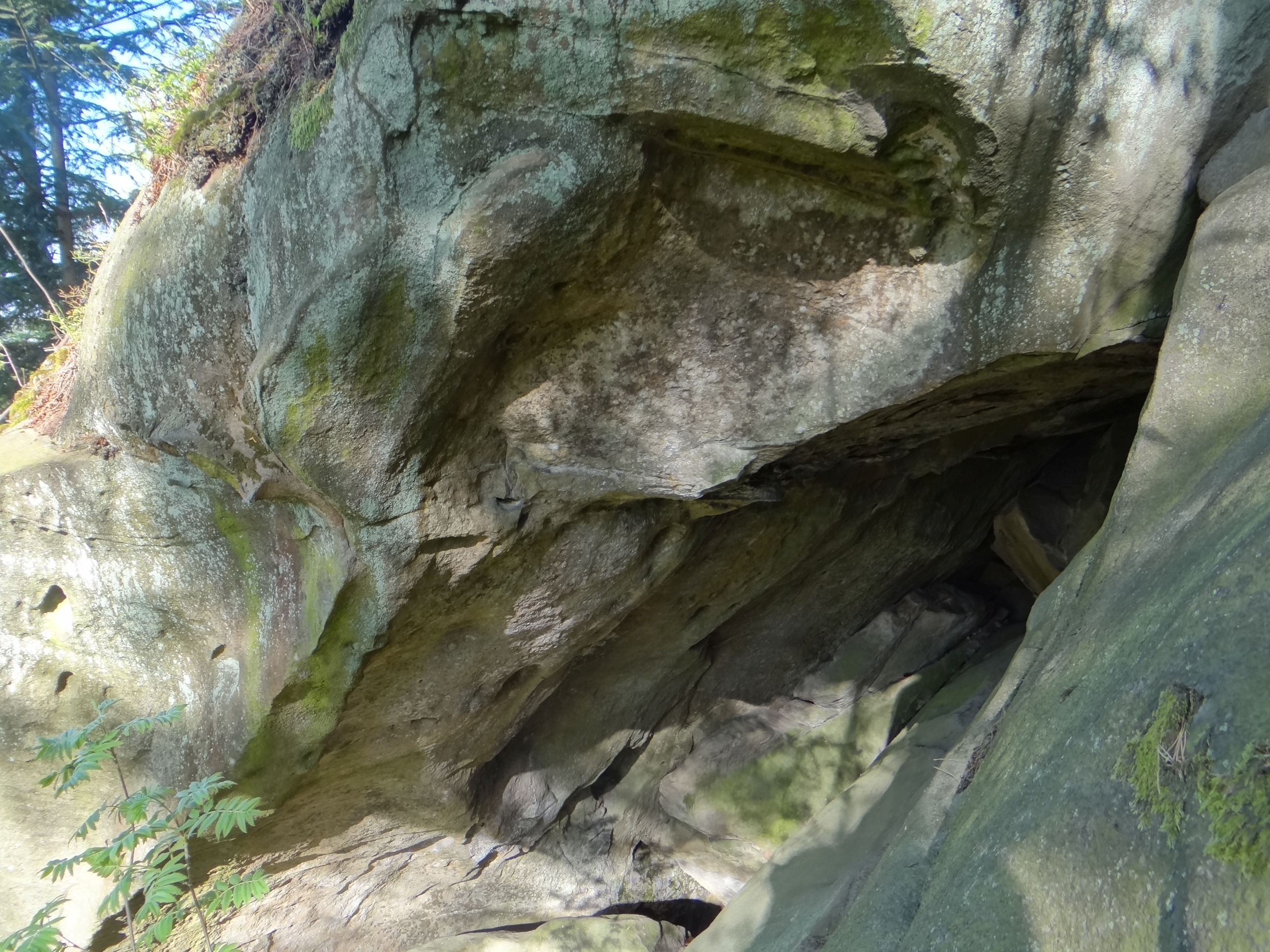
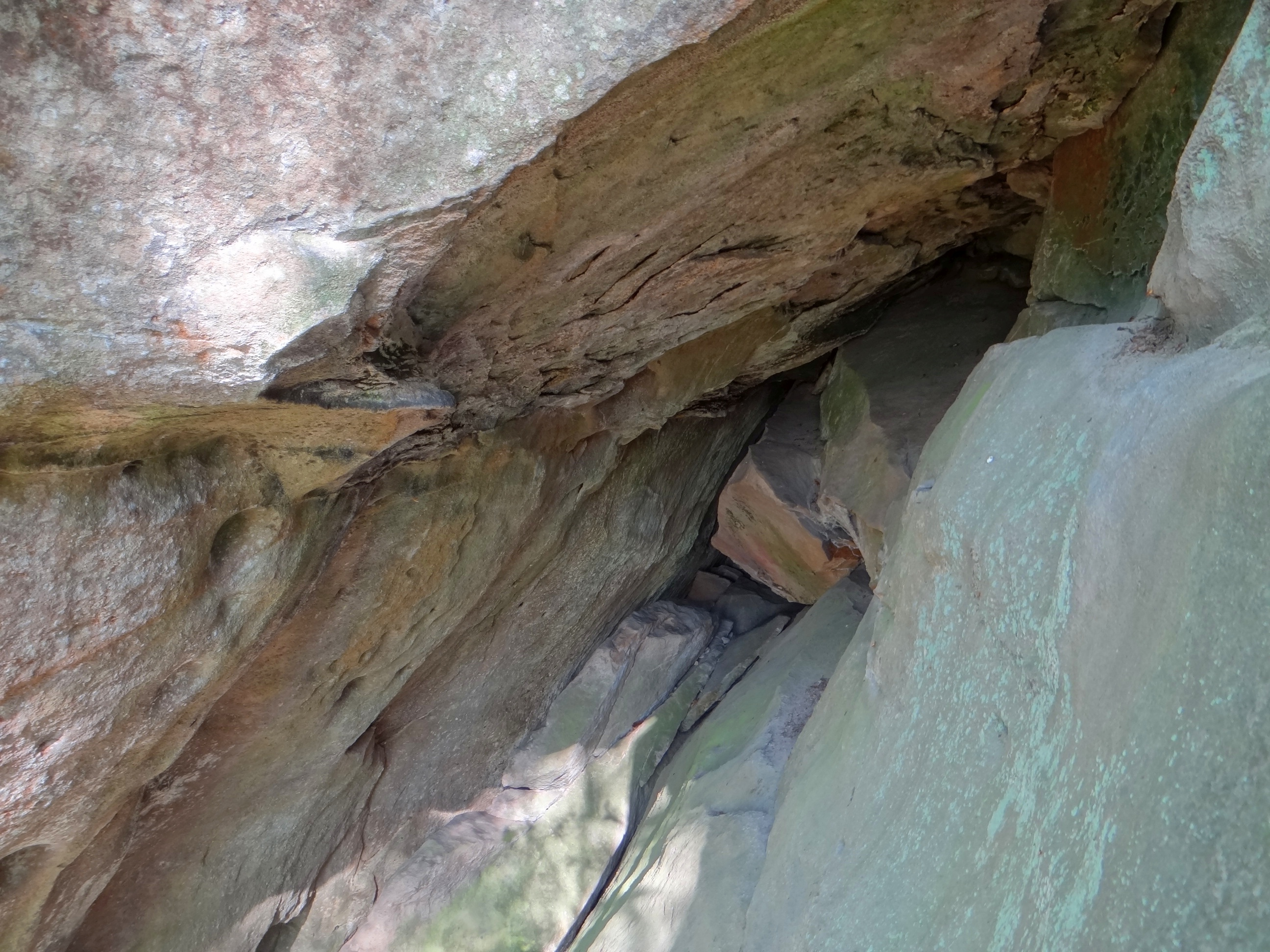